# David Hardie
David Hardie (ur. 10 lutego 1971 w Glasgow)– szkocki bokser, mistrz Wielkiej Brytanii w kategorii papierowej w roku 1991.
W finale mistrzostw Wielkiej Brytanii w 1991 pokonał na punkty Anglika Michaela Gibbonsa. W czerwcu tego samego roku był uczestnikiem Pucharu Kanady 1991 w Ottawie. W finale przegrał z rodakiem Wilsonem Dochertym.